# Hochrippe

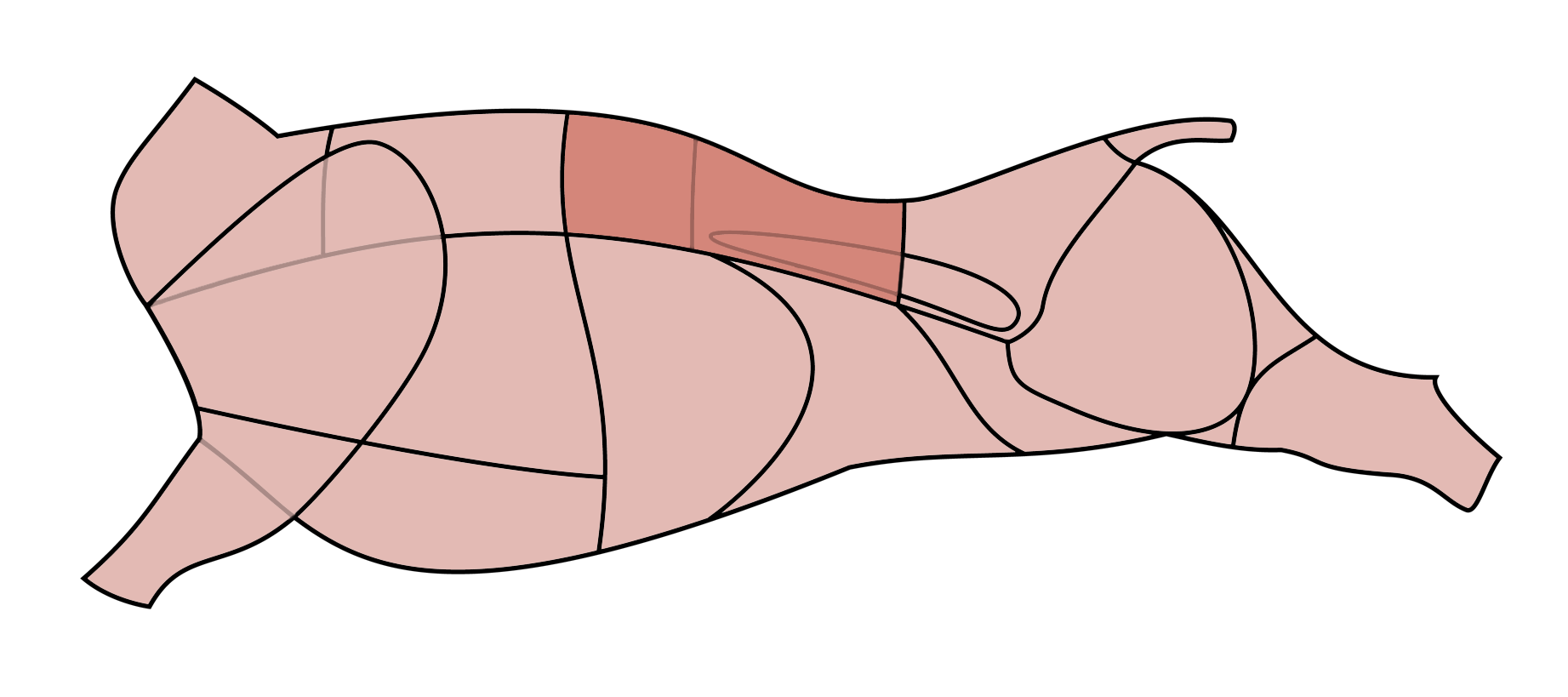
Die Hochrippe (links) und das Roastbeef (rechts)

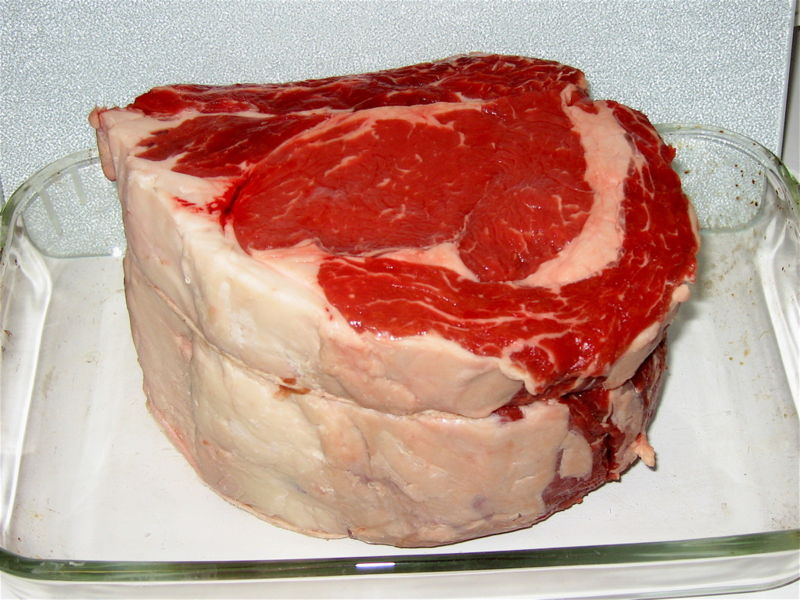
Ein Teil der Hochrippe

Die Hochrippe (bundesdeutsches Hochdeutsch), Hohrücken (Schweizer Hochdeutsch) bzw. Rostbraten (österreichisches Hochdeutsch), in Deutschland regional auch Hohe Rippe oder Schorrippe, ist das Rückenstück des Rinds zwischen der achten und zwölften Rippe. Es liegt zwischen Rindernacken und dem weiter hinten befindlichen Roastbeef. Es wird auch hohes oder rundes Roastbeef genannt, wobei mit letzterem in der klassischen Küche nur das Kernstück gemeint ist. Anatomisch handelt es sich um den hinteren Brustteil des Musculus erector spinae. Die Fehlrippe wird je nach Schnittführung zum Nacken oder zur Hochrippe gerechnet.

## Typische Gerichte

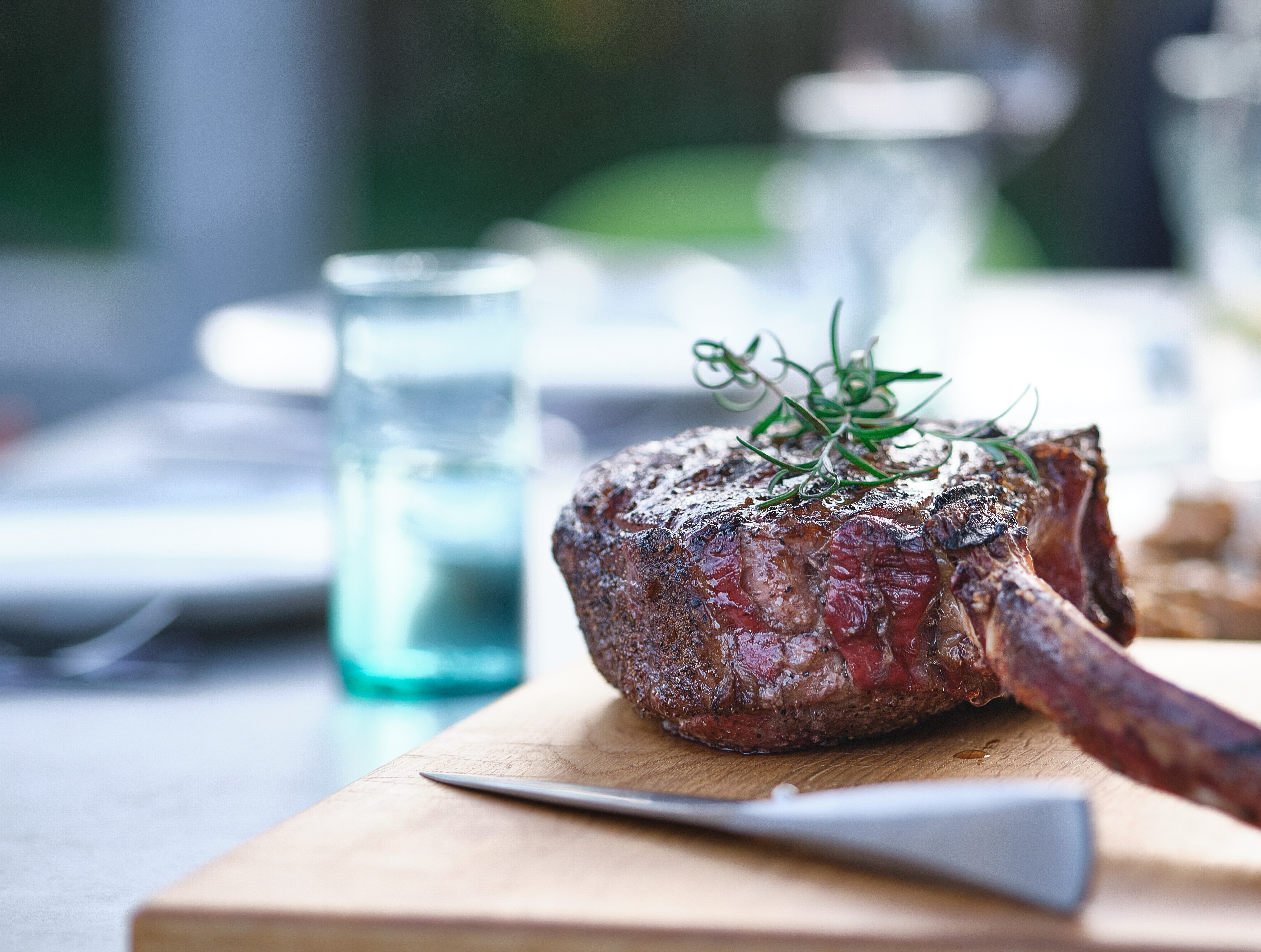
Tomahawk Steak aus dem Smoker

- Als Rib-Eye-Steak bezeichnet man Steaks aus der Hochrippe, sie liegen zwischen der fünften oder sechsten sowie 12. oder 13. Rippe. Das Rib-Eye besteht im Wesentlichen aus zwei Muskelsträngen, dem longissimus dorsi und dem spinalis dorsi. Es zeichnet sich durch viel intramuskuläres Fett aus, das dem Fleisch bei der Zubereitung sowohl Aroma als auch Zartheit verschafft. Namengebend ist nicht das charakteristische Fett-„Auge“, das je nach Alter und Rasse gar nicht vorhanden ist, sondern der augenförmige Querschnitt des Muskels. Das Rib-Eye-Steak entspricht weitestgehend dem Entrecôte.
- Als Rib-Eye-Roast bezeichnet man ein Bratenstück aus dem Kern der Hochrippe, ohne Hochrippendeckel und Knochen.
- Als Rib of Beef (französische Bezeichnung Côte de bœuf) werden parierte Bratenstücke aus der Hochrippe bezeichnet, deren Wirbelsäulenknochen bis zum Rippenansatz entfernt wurden. Bei der englischen Art der Zubereitung wird das Bratenstück rosa gebraten und mit abgelöschtem Bratsatz und Yorkshire-Pudding serviert.
- Als Tomahawk Steak mit extra langem Knochen.